# تورگیر برندتسگ
تورگیر برندتسگ (انگلیسی: Torgeir Brandtzæg؛ زادهٔ ۶ october ۱۹۴۱ (۸۳ سال)) ورزشکار اسکی پرش اهل نروژ است.
وی در مسابقات کشوری و بین‌المللی در مجموع برندهٔ ۲ مدال برنز شده‌است.